# ونکولا، مرتنا پاریش
ونکولا، مرتنا پاریش (به لاتین: Vanaküla, Martna Parish) یک روستا در استونی است که در دهستان مارتنا واقع شده‌است.